# أبو حماد (مدينة)
أبو حماد إحدى مدن محافظة الشرقية بجمهورية مصر العربية، وهي قاعدة مركز أبو حماد.

## التاريخ
مدينة أبو حماد من النواحي القديمة، حيث وردت باسم «بانوب» في أعمال الشرقية ضمن قرى الروك الصلاحي التي أحصاها ابن مماتي في كتاب قوانين الدواوين. ثم تغير اسمها إلى «منية الشباسي» وهو الاسم الذي وردت به ضفي أعمال الشرقية ضمن قرى الروك الناصري التي أحصاها ابن الجيعان في كتاب «التحفة السنية بأسماء البلاد المصرية». وفي العصر العثماني احتفظت بهذا الاسم في التربيع العثماني الذي أجراه الوالي العثماني سليمان باشا الخادم في عصر السلطان العثماني سليمان القانوني ضمن قرى ولاية الشرقية، وفي تاريخ 1228هـ/1813م الذي عدّ قرى مصر بعد المسح الذي قام به محمد علي باشا تغير اسمها إلى «أبو حمّاد» نسبة للشيخ أحمد أبو حمّاد صاحب المقام بها ضمن قرى مديرية الشرقية. ومع إنشاء مركز أبو حماد سنة 1940م، أصبحت أبو حماد قاعدة لهذا المركز الجديد.